# Eriocaulon johnstonii
Eriocaulon johnstonii är en gräsväxtart som beskrevs av Wilhelm Willy Otto Eugen Ruhland. Eriocaulon johnstonii ingår i släktet Eriocaulon och familjen Eriocaulaceae.
Artens utbredningsområde är Mauritius. Inga underarter finns listade i Catalogue of Life.